# セミセ・タラカイ
セミセ・タラカイ（Semise Talakai、1991年9月14日 - ）は、ユナイテッド・ラグビー・チャンピオンシップグラスゴー・ウォリアーズに所属するラグビー選手。

## プロフィール
- オーストラリアシドニー出身。
- ポジションはプロップ(PR)[1]。
- 身長 183cm、体重 115kg

## 略歴
3歳からラグビーを始めた。
ウェーバリーカレッジ、オーストラリアン・カレッジ、ワラターズ、レッズ、レベルズを経て、2018年、サントリーサンゴリアス(現・東京サントリーサンゴリアス)に加入。同年9月14日に行われたジャパンラグビートップリーグ第3節の神戸製鋼コベルコスティーラーズ戦に先発出場で日本での公式戦初出場を果たす。
2022年、東京サントリーサンゴリアスを退団後、シドニー大学に加入。また、古巣のレベルズに復帰し、10月には花園近鉄ライナーズとレベルズによるムロオ インターナショナルチャレンジマッチのために来日した。
2024年、レベルズの活動休止に伴い、グラスゴー・ウォリアーズに加入。